# Bertil Johansson
Pour les articles homonymes, voir Johansson.
Bertil Johansson surnommé Bebben (né le 22 mars 1935 à Göteborg en Suède et mort le 5 mai 2021 à Hönö) est un footballeur international et un entraîneur suédois.

## Biographie
Il commence sa carrière dans le club local du Sävedalens IF jusqu'en 1955.
Il part ensuite en 1955 à l'IFK Göteborg où il reste jusqu'à la fin de sa carrière jusqu'en 1968. Il marque en tout 290 buts en 464 matchs avec le club et termine sa carrière en tant qu'entraîneur-joueur durant sa dernière année de joueur.
Il prend ensuite les rênes du club jusqu'en 1970.
Il termine deux fois meilleur buteur de l'Allsvenskan (première division suédoise), une première fois en 1958 à égalité avec Henry Källgren, puis une seconde fois en 1961.

## Carrière
| Club         | Saison    | Championnat | Championnat | Coupe  | Coupe | Coupe d'Europe | Coupe d'Europe | Autres | Autres | Total  | Total |
| Club         | Saison    | Matchs      | Buts        | Matchs | Buts  | Matchs         | Buts           | Matchs | Buts   | Matchs | Buts  |
| ------------ | --------- | ----------- | ----------- | ------ | ----- | -------------- | -------------- | ------ | ------ | ------ | ----- |
| IFK Göteborg | 1954/1955 | 4           | 0           | 0      | 0     | 0              | 0              | 1      | 0      | 5      | 0     |
| IFK Göteborg | 1955/1956 | 22          | 12          | 0      | 0     | 0              | 0              | 13     | 9      | 35     | 21    |
| IFK Göteborg | 1956/1957 | 22          | 8           | 0      | 0     | 0              | 0              | 18     | 26     | 40     | 34    |
| IFK Göteborg | 1957/1958 | 32          | 27          | 6      | 0     | 5              | 2              | 26     | 20     | 63     | 49    |
| IFK Göteborg | 1959      | 22          | 17          | 0      | 0     | 5              | 2              | 12     | 12     | 39     | 31    |
| IFK Göteborg | 1960      | 21          | 17          | 0      | 0     | 0              | 0              | 7      | 2      | 43     | 9     |
| IFK Göteborg | 1961      | 20          | 20          | 0      | 0     | 2              | 0              | 20     | 14     | 42     | 34    |
| IFK Göteborg | 1962      | 22          | 18          | 0      | 0     | 0              | 0              | 16     | 9      | 38     | 27    |
| IFK Göteborg | 1963      | 22          | 13          | 0      | 0     | 0              | 0              | 21     | 12     | 43     | 25    |
| IFK Göteborg | 1964      | 22          | 10          | 0      | 0     | 0              | 0              | 15     | 7      | 37     | 17    |
| IFK Göteborg | 1965      | 21          | 7           | 0      | 0     | 0              | 0              | 16     | 6      | 37     | 13    |
| IFK Göteborg | 1966      | 18          | 8           | 0      | 0     | 0              | 0              | 8      | 2      | 26     | 10    |
| IFK Göteborg | 1967      | 10          | 2           | 1      | 0     | 0              | 0              | 8      | 5      | 19     | 7     |
| IFK Göteborg | 1968      | 10          | 3           | 0      | 0     | 0              | 0              | 2      | 0      | 12     | 3     |
| Total        | 1955–68   | 267         | 162         | 1      | 0     | 12             | 4              | 183    | 124    | 464    | 290   |

## Palmarès
- Championnat de Suède : 1969 (entraîneur)